# Neuvy-Sautour
Neuvy-Sautour ist eine französische Gemeinde mit 881 Einwohnern (Stand: 1. Januar 2022) im Département Yonne in der Region Bourgogne-Franche-Comté. Sie gehört zum Arrondissement Auxerre und zum Kanton Saint-Florentin (bis 2015: Kanton Flogny-la-Chapelle).

## Geografie
Neuvy-Sautour liegt etwa 32 Kilometer nordnordöstlich von Auxerre. Umgeben wird Neuvy-Sautour von den Nachbargemeinden Sormery im Norden, Lasson im Osten und Nordosten, Racines im Osten und Südosten, Soumaintrain im Südosten, Beugnon im Süden, Saint-Florentin im Südwesten sowie Turny im Westen und Nordwesten.

## Bevölkerungsentwicklung
| Jahr                      | 1962 | 1968 | 1975 | 1982 | 1990 | 1999 | 2006 | 2013 |
| Einwohner                 | 886  | 831  | 947  | 1023 | 959  | 1023 | 967  | 974  |
| Quelle: Cassini und INSEE |      |      |      |      |      |      |      |      |

## Sehenswürdigkeiten
- Kirche Saint-Symphorien aus dem 16. Jahrhundert, Monument historique

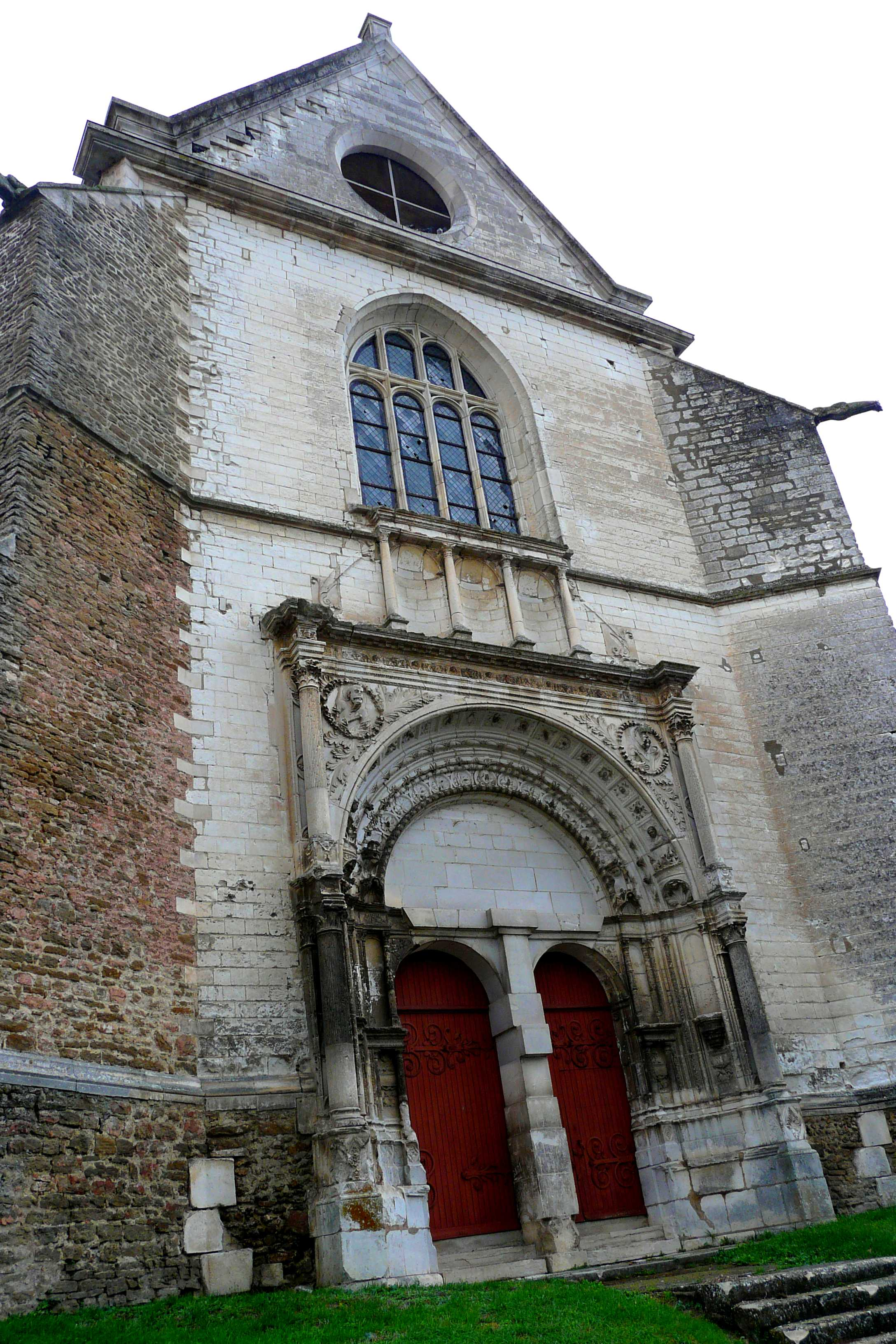
Kirche Saint-Symphorien